# 达尼埃尔·特热尔
达尼埃尔·特热尔（匈牙利語：Dániel Tőzsér；1985年5月12日—）是一位匈牙利足球運動員。在場上的位置是中場。他也代表匈牙利國家足球隊參賽。

## 外部連結
- 达尼埃尔·特热尔位于土耳其足协的网页
- Dániel Tőzsér fan site (In English) （页面存档备份，存于）
- Daniel Tözser's Galatasaray Career (In Turkish) （页面存档备份，存于）